# جورج حنا
جورج حنا (13 مايو 1928 - 3 مايو 2019) هو لاعب كرة سلة عراقي سابق. شارك في بطولة الرجال في دورة الألعاب الأولمبية الصيفية عام 1948.

## روابط خارجية
- جورج حنا على موقع الاتحاد الدولي لكرة السلة (الإنجليزية)
- جورج حنا على موقع سبورتس رفرنس (الإنجليزية)
- جورج حنا على موقع أوليمبيديا (الإنجليزية)